# Guatemalai futsalválogatott
A guatemalai futsalválogatott Guatemala nemzeti csapata, amelyet a Guatemalai labdarúgó-szövetség (spanyolul: Federación Nacional de Fútbol de Guatemala) irányít. 

## Története
Futsal-világbajnokságon először 2000-ben szerepeltek, ekkor Guatemala adott otthont a tornának. Eddig összesen négy világbajnokságon vettek részt, de a csoportkörből még nem sikerült továbbjutniuk. 
A CONCACAF-futsalbajnokságot egy alkalommal nyerték meg: 2008-ban.

## Eredmények

### Futsal-világbajnokság
| Év       | Eredmény     | Hely       | M          | Gy         | D          | V          | Rg         | Kg         | Gk         |
| -------- | ------------ | ---------- | ---------- | ---------- | ---------- | ---------- | ---------- | ---------- | ---------- |
| 1989     | Nem indult   | Nem indult | Nem indult | Nem indult | Nem indult | Nem indult | Nem indult | Nem indult | Nem indult |
| 1992     | Nem indult   | Nem indult | Nem indult | Nem indult | Nem indult | Nem indult | Nem indult | Nem indult | Nem indult |
| 1996     | Nem indult   | Nem indult | Nem indult | Nem indult | Nem indult | Nem indult | Nem indult | Nem indult | Nem indult |
| 2000     | Első forduló | 12.        | 3          | 1          | 0          | 2          | 10         | 40         | -30        |
| 2004     | Nem indult   | Nem indult | Nem indult | Nem indult | Nem indult | Nem indult | Nem indult | Nem indult | Nem indult |
| 2008     | Első forduló | 10.        | 4          | 2          | 0          | 2          | 14         | 9          | +5         |
| 2012     | Csoportkör   | 19.        | 3          | 1          | 0          | 2          | 8          | 15         | -7         |
| 2016     | Csoportkör   | 21.        | 3          | 0          | 0          | 3          | 7          | 17         | -10        |
| Összesen | Csoportkör   | 4/8        | 13         | 4          | 0          | 9          | 39         | 81         | -42        |

### CONCACAF-futsalbajnokság
| Év       | Eredmény   | Hely       | M          | Gy         | D          | V          | Rg         | Kg         | Gk         |
| -------- | ---------- | ---------- | ---------- | ---------- | ---------- | ---------- | ---------- | ---------- | ---------- |
| 1996     | Elődöntős  | 4.         | 4          | 1          | 0          | 3          | 9          | 20         | -11        |
| 2000     | Nem indult | Nem indult | Nem indult | Nem indult | Nem indult | Nem indult | Nem indult | Nem indult | Nem indult |
| 2004     | Nem indult | Nem indult | Nem indult | Nem indult | Nem indult | Nem indult | Nem indult | Nem indult | Nem indult |
| 2008     | Győztes    | 1.         | 5          | 2          | 3          | 0          | 18         | 9          | +9         |
| 2012     | Ezüstérmes | 2.         | 5          | 4          | 0          | 1          | 19         | 9          | +10        |
| 2016     | Bronzérmes | 3.         | 5          | 3          | 0          | 2          | 17         | 19         | -2         |
| Összesen | 1. hely    | 4/6        | 19         | 10         | 3          | 6          | 63         | 57         | +6         |

## Külső hivatkozások
- A Guatemalai labdarúgó-szövetség hivatalos honlapja (spanyol nyelven). fedefutguate.org
- Futsal World Ranking (angol nyelven). futsalworldranking.be
- FIFA Futsal World Cup Overview (angol nyelven). rsssf.com
- North and Central American Futsal Championship Overview (angol nyelven). rsssf.com